# Microserica duplosetosa
Microserica duplosetosa är en skalbaggsart som beskrevs av Moser 1915. Microserica duplosetosa ingår i släktet Microserica och familjen Melolonthidae. Inga underarter finns listade i Catalogue of Life.